# Hanna Skydan
Hanna Skydan, född 14 maj 1992 i Ukraina, är en azerbajdzjansk friidrottare som tävlar i släggkastning.

## Karriär
Vid europamästerskapen i friidrott 2016 tog hon brons i släggkastning. Vid världsmästerskapen i friidrott 2023 placerade hon sig på en fjärdeplats i samma disciplin.